# Joshua Filler
Joshua Filler (* 2. Oktober 1997) ist ein deutscher Poolbillardspieler aus Bönen. 2024 wurde er Weltmeister in der Disziplin 8-Ball. 2022 gewann er die Goldmedaille im 9-Ball bei den World Games. Er wurde 2018 Weltmeister in der Disziplin 9-Ball. Zuvor hatte er 2017 als bislang jüngster Spieler die China Open gewonnen und war 2018 Europameister im 10-Ball geworden. 2019 gewann er die US Open und wurde Vizeweltmeister im 10-Ball.
Mit der deutschen Nationalmannschaft wurde Filler 2016 Mannschaftseuropameister. 2017 gewann er mit dem europäischen Team den Mosconi Cup und erhielt als erster Deutscher die Auszeichnung als wertvollster Spieler (MVP), diesen Erfolg konnte er 2022 und 2023 wiederholen.

## Karriere

### 2004–2014: Anfänge und Jugend
Joshua Filler begann im Alter von sieben Jahren mit dem Billardspielen. 2009 wurde er mit der deutschen Schülermannschaft Vizeeuropameister. Bei der deutschen Meisterschaft der Herren erreichte er den dreizehnten Platz im 9-Ball. Nachdem er 2010 bei der deutschen Jugend-Meisterschaft nicht über einen fünften Platz im 8-Ball hinaus gekommen war, schied er bei den Herren im 9-Ball-Viertelfinale gegen Juri Pisklov aus. Im Februar 2011 erreichte er bei den French Open erstmals die Finalrunde eines Euro-Tour-Turniers und verlor im Sechzehntelfinale gegen den Portugiesen Manuel Gama.
Wenige Monate später gelang es ihm, als erster Spieler überhaupt, in einem Jahr Deutscher Jugend-Meister in allen vier Disziplinen (8-Ball, 9-Ball, 10-Ball und 14/1 endlos) zu werden. Im August 2011 wurde er mit der deutschen Schülermannschaft Europameister. Zudem wurde er Vizeeuropameister der Schüler im 8-Ball und im 9-Ball. Im September 2011 schied Filler bei der Junioren-Weltmeisterschaft sieglos aus.
Einen Monat später erreichte er das Viertelfinale der 10-Ball-Bundesmeisterschaft der Herren. Bei der deutschen Meisterschaft 2011 belegte er den neunten Platz im 9-Ball.
2012 gelang es ihm, drei seiner deutschen Meistertitel der B-Jugend zu verteidigen, lediglich im 9-Ball verlor er das Finale gegen Raphael Wahl. Darüber hinaus wurde er 8-Ball- und 10-Ball-Europameister der Schüler sowie Vizeeuropameister im 14/1 endlos, durch eine Finalniederlage gegen Wahl, und mit der Mannschaft.
Bei der deutschen Meisterschaft der Herren gewann er drei Bronzemedaillen. Das 14/1-Halbfinale verlor er gegen den späteren Deutschen Meister Andreas Roschkowsky, im 8-Ball unterlag er Marlin Köhler mit 7:8 und im 10-Ball erneut Roschkowsky. Bei der Junioren-Weltmeisterschaft 2012 erreichte er das Viertelfinale und unterlag dort Berk Mehmetcik mit 5:9.
2013 wurde Filler Deutscher B-Jugend-Meister im 9-Ball, Zweiter im 8-Ball und Dritter im 14/1 endlos, sowie Schülereuropameister in den Disziplinen 8-Ball und 14/1 endlos. Im 9-Ball erreichte er den dritten Platz.
2014 gewann er die Deutsche Meisterschaft der A-Jugend in den Disziplinen 14/1 endlos, 9-Ball sowie 10-Ball und belegte im 8-Ball den dritten Platz. Im 10-Ball und im 14/1 endlos wurde er 2014 Junioreneuropameister, im 9-Ball-Halbfinale verlor er gegen den späteren Europameister Raphael Wahl.
Bei der Junioren-Weltmeisterschaft schied er erneut im Viertelfinale aus. Bei den Slovenian Open 2014 unterlag er im Sechzehntelfinale dem Österreicher Albin Ouschan.

### 2015–2016: Nationale Erfolge
Im April 2015 wurde Filler Deutscher U-19-Meister im 8-Ball und Vizemeister im 14/1 endlos. Beim 9-Ball-Wettbewerb wurde er wegen unsportlichen Verhaltens disqualifiziert, nachdem er das Halbfinale gegen Jannik Schmitt gewonnen hatte. Im Juli 2015 erreichte er das Viertelfinale des World 14.1 Tournament und unterlag dort dem Philippiner Warren Kiamco. Bei den Austrian Open 2015 gewann er seine erste Euro-Tour-Medaille; nachdem er unter anderem die früheren Europameister Stephan Cohen und Marcus Chamat sowie Sebastian Ludwig besiegt hatte, verlor er das Finale mit 7:9 gegen Niels Feijen. Im November 2015 wurde Filler erstmals Deutscher Meister der Herren. Nachdem er sowohl das Viertelfinale gegen Manuel Ederer als auch das Halbfinale gegen Sascha Jülichmanns mit einer 125er-Serie in der zweiten Aufnahme gewonnen hatte, besiegte er Raphael Wahl im 14/1-endlos-Finale mit 125:88. Anschließend wurde er durch einen 8:3-Sieg gegen Geronimo Weißenberger Deutscher 8-Ball-Meister und schied im Achtelfinale des 9-Ball-Wettbewerbs gegen Kevin Becker aus. Am Schlusstag der deutschen Meisterschaft gewann er im Finale gegen Juri Pisklov zudem den Titel im 10-Ball.
Im Januar 2016 schied Filler beim Finalturnier der German Tour 2015, die er als Erstplatzierter der Gesamtrangliste beendet hatte, im Achtelfinale gegen Sebastian Staab aus. Drei Monate später nahm er erstmals an der Herren-Europameisterschaft teil. Er wurde von der Deutschen Billard-Union für die Wettbewerbe im 8-Ball und 9-Ball nominiert. Nachdem er im 8-Ball in der Runde der letzten 64 gegen Mats Schjetne ausgeschieden war, gelang ihm im 9-Ball der Einzug ins Finale, in dem er dem Spanier Francisco Sánchez mit 3:9 unterlag. Wenige Tage später schied er bei den Austrian Open 2016 im Halbfinale gegen den späteren Turniersieger Mark Gray aus. Im Juni 2016 gewann er im Finale gegen Nikos Ekonomopoulos den 10-Ball-Wettbewerb des Deurne City Classics.
Im August 2016 nahm Filler in Doha zum ersten Mal an der 9-Ball-Weltmeisterschaft teil. Nach einer Auftaktniederlage gegen Dang Jinhu, besiegte er den Algerier Abderrehmane Mebarki mit 9:0, bevor er schließlich mit 3:9 gegen den späteren Halbfinalisten Cheng Yu-hsuan verlor und somit in der Vorrunde ausschied. Bei den Albanian Open 2016 erreichte er das Finale, in dem er dem Polen Mateusz Śniegocki jedoch mit 4:9 unterlag. Im November 2016 schied er bei den erstmals ausgetragenen Kuwait Open in der Vorrunde aus. Bei der deutschen Meisterschaft 2016 gewann er die Bronzemedaille im 8-Ball und, nach einem 9:4-Finalsieg gegen André Lackner, den Titel im 9-Ball. Nach seinen drei Titelgewinnen im Vorjahr war er damit der erste Spieler bei den Herren, der in allen vier Disziplinen Deutscher Meister wurde. Ende November zog er bei den Treviso Open 2016 zum dritten Mal auf der Euro-Tour ins Endspiel ein und unterlag dem Spanier David Alcaide mit 6:9.

### 2017: Internationaler Durchbruch
Im Januar 2017 schied Filler beim Finalturnier der German Tour 2016, bei der er Ranglistenzweiter geworden war, in der Runde der letzten 32 gegen Klaudio Kerec aus. Bei den Italian Open 2017 schied er ebenfalls im Sechzehntelfinale aus, er unterlag dem Russen Sergei Luzker mit 8:9. An der EM 2017 konnte er aus schulischen Gründen nicht teilnehmen. Bei den im Anschluss an die EM ausgetragenen Portugal Open 2017 erreichte er das Viertelfinale, in dem er mit 8:9 gegen Mark Gray verlor. Durch den Viertelfinaleinzug erreichte er, da Gray im Halbfinale ausschied, den zweiten Platz in der Einjahresrangliste der Euro-Tour und qualifizierte sich damit für den 9-Ball-Wettbewerb der World Games 2017 in Breslau. Bei den Austrian Open 2017 zog er zum fünften Mal in ein Euro-Tour-Halbfinale ein und unterlag dem Spanier Francisco Sánchez mit 7:9. Im Juni 2017 gewann er zum ersten Mal ein Weltranglistenturnier, als er im Finale der China Open den Taiwaner Chang Jung-Lin mit 11:6 besiegte. Mit 19 Jahren ist er der bislang jüngste Sieger des Turniers in Shanghai. Im Juli 2017 schied er bei den World Games in der ersten Runde mit 5:11 gegen den späteren Goldmedaillengewinner Carlo Biado aus. Wenig später gewann er bei der erstmals ausgetragenen U23-Europameisterschaft beide Wettbewerbe. Im 8-Ball gewann er das Endspiel gegen den Portugiesen Samuel Santos mit 8:2, im 9-Ball-Finale besiegte er den Litauer Pijus Labutis nach einem 1:4-Rückstand mit 9:7. Bei den US Open 2017 wurde er Neunter. Im November 2017 kam er bei der deutschen Meisterschaft nicht über das Achtelfinale hinaus. Wenige Tage später erreichte er beim Accu-Stats-Event in New Jersey einen zweiten und einen dritten Platz. Bei der 9-Ball-Weltmeisterschaft 2017 zog er mit Siegen gegen Damianos Giallourakis und Kong Dejing erstmals in die Finalrunde ein. Anschließend besiegte er Ahmad Naiem und Mateusz Śniegocki, bevor er sich im Achtelfinale dem Myanmaren Maung Maung mit 6:11 geschlagen geben musste.

### 2018: Weltmeistertitel
Anfang 2018 wurde Filler beim 9-Ball-Wettbewerb des Derby City Classic Fünfter. Im März 2018 nahm er zum ersten Mal am World Pool Masters teil. Bei dem Einladungsturnier in Gibraltar schied er jedoch in der ersten Runde gegen Jayson Shaw aus (5:8). Wenig später gewann er in Uppsala durch einen 11:4-Finalsieg gegen Tomas Larsson die Interpool Open. Ebenfalls im Finale gegen Larsson sicherte er sich den Titel beim Sideevent, der Interpool 10-Ball Challenge. Bei den Sankt Johann im Pongau Open 2018 erreichte er das Viertelfinale. Im Juni 2018 gelang ihm sein erster Turniersieg auf der World Pool Series. Nachdem er bei seiner ersten Teilnahme im April sieglos ausgeschieden war, verlor er beim Rasson 10-Ball Masters sein Auftaktspiel gegen Shane van Boening. Anschließend kämpfte er sich jedoch mit sieben Siegen in Folge bis ins Finale, in dem er sich mit 17:10 gegen Alexander Kazakis durchsetzte.
Im Sommer 2018 spielte Filler zum zweiten Mal bei der Herren-Europameisterschaft. Er wurde für die Disziplinen 10-Ball, 8-Ball und 9-Ball nominiert. Gleich beim ersten der drei Wettbewerbe zog er ins Endspiel ein, nachdem er unter anderem gegen die früheren Europameister Tomasz Kapłan und Ruslan Tschinachow gewonnen hatte. In seinem zweiten EM-Finale besiegte er den früheren Weltmeister Albin Ouschan mit 8:5 und wurde somit 10-Ball-Europameister. Im 8-Ball erreichte er das Halbfinale, in dem er dem Polen Konrad Juszczyszyn mit 6:8 unterlag. Nachdem er bereits in der ersten K.-o.-Runde Niels Feijen besiegt hatte, kam es im 9-Ball-Viertelfinale zur Neuauflage des EM-Finales von 2016, in dem sich Filler nun mit 9:8 gegen Francisco Sánchez revanchierte. Im Halbfinale scheiterte Filler jedoch knapp am späteren Europameister Konrad Juszczyszyn (8:9).
Im Anschluss an die EM kam Filler bei den Veldhoven Open ins Achtelfinale, wohingegen er dieselbe Runde beim dritten WPS-Turnier des Jahres wenige Tage später mit einer Niederlage im entscheidenden Vorrundenspiel gegen Petri Makkonen verpasste. Anfang September kam es im Sechzehntelfinale der China Open zur Neuauflage des Vorjahresfinales, bei der dem Taiwaner Chang Jung-Lin mit einem 11:7-Sieg die Revanche gelang. Nachdem er bei den Leende Open bereits in der Vorrunde ausgeschieden war, erreichte Filler bei den beiden letzten Euro-Tour-Turnieren 2018 (Klagenfurt Open und Treviso Open) das Viertelfinale.
Im Dezember 2018 folgte Fillers dritte Teilnahme an der 9-Ball-Weltmeisterschaft. In Doha besiegte er unter anderem Nick Malai, Robbie Capito, Albin Ouschan sowie Alexander Kazakis und zog schließlich ins Finale ein, in dem er sich gegen den Titelverteidiger Carlo Biado mit 13:10 durchsetzte. Nach Oliver Ortmann (1995), Ralf Souquet (1996) und Thorsten Hohmann (2003, 2013) wurde er als vierter Deutscher Weltmeister im 9-Ball. Mit 21 Jahren, 2 Monaten und 18 Tagen war er zudem nach Wu Jiaqing (2005) der bis dahin zweitjüngste WM-Sieger im 9-Ball.

### 2019: US-Open-Sieg
In das Jahr 2019 startete Filler mit einem weiteren Erfolg. In New York gewann er durch einen 17:11-Endspielsieg gegen Ralf Souquet das Finalturnier der World Pool Series 2018. Wenige Tage später kam er beim 9-Ball-Hauptturnier des Derby City Classic hingegen nicht über Rang 65 hinaus. Bei den Sideevents erzielte er bessere Ergebnisse. So wurde er etwa Zweiter bei der 10-Ball-Challenge und Fünfter bei der Straight Pool Challenge.
Im Februar 2019 zog Filler zum vierten Mal in das Finale eines Euro-Tour-Turniers ein. Nach drei Finalniederlagen sicherte er sich nun im Endspiel gegen den Russen Ruslan Tschinachow mit 9:7 seinen ersten Sieg. Beim World Pool Masters 2019 musste er wie im Vorjahr eine Auftaktniederlage hinnehmen, diesmal gegen Albin Ouschan (6:7).
Im April 2019 zog Filler in Las Vegas, nachdem er unter anderem Titelverteidiger Jayson Shaw besiegt hatte, ins Finale der US Open ein. Dort traf er auf den Chinesen Wu Jiaqing, gegen den er sich mit 13:10 durchsetzte und somit als zweiter Deutscher nach Ralf Souquet (2002) die US Open gewann.
Bei der 10-Ball-Weltmeisterschaft 2019 in Las Vegas erreichte Filler zum zweiten Mal ein WM-Finale. Nachdem er im Halbfinale Titelverteidiger Ko Pin-yi mit 10:8 besiegt hatte, musste er sich im Endspiel dessen jüngeren Bruder Ko Ping-chung mit 7:10 geschlagen geben. Er war der erste Deutsche, der eine Medaille bei der 10-Ball-WM gewann.

### Mannschaftskarriere
Mit dem PBC Schwerte 87 stieg Filler 2013 in die 2. Bundesliga sowie 2014 in die 1. Bundesliga auf und belegte dabei jeweils den ersten Platz in der Einzelwertung. In der Saison 2014/15 wurde er mit den Schwertern Deutscher Meister und erreichte erneut den ersten Platz der Einzelwertung. In der folgenden Spielzeit erreichte er mit dem Verein den dritten Platz. Anschließend wechselte er zum Bundesligaaufsteiger 1. PBC Sankt Augustin. In der Saison 2016/17 gewann Filler am ersten Ligawochenende drei seiner vier Einzelpartien. Nachdem er seine Teilnahme am zweiten Ligawochenende aus schulischen Gründen absagen musste, teilte der Verein im Dezember 2016 mit, dass der Vertrag „in beiderseitigem Interesse“ aufgelöst worden sei, nachdem Filler den Vertrag gekündigt habe, da er sich im Verein nicht wohlfühle. Filler kehrte anschließend zum PBC Schwerte zurück, wegen des Vereinswechsels war er jedoch erst wieder in der Saison 2017/18 in der Liga spielberechtigt. Nach einem vierten Platz mit Schwerte wechselte er im Sommer 2018 erneut nach Sankt Augustin und wurde dort in der ersten Saison Deutscher Meister.
Mit der deutschen Nationalmannschaft wurde er 2016 Europameister. Zwei Jahre später schied er mit dem Team in der Vorrunde aus.
2017 gehörte er beim Mosconi Cup mit 20 Jahren als bislang jüngster Teilnehmer dem europäischen Team an und löste damit den Rekord von Ronnie O’Sullivan ab, der 1996 im Alter von 21 Jahren teilgenommen hatte. Beim 11:4-Sieg Europas gegen die USA gewann Filler seine fünf Spiele (die Mannschaftsbegegnung sowie zwei Doppel und zwei Einzel) – darunter das entscheidende Match, in dem er Dennis Hatch mit 5:3 besiegte – und erhielt als erster Deutscher die Auszeichnung als Most Valuable Player. Ein Jahr später wurde er nicht nominiert.
Beim World Cup of Pool war Filler 2018 erstmals dabei. Er bildete gemeinsam mit Ralf Souquet das deutsche Team, das im Achtelfinale gegen die Chinesen Kong Dejing und Wang Ming ausschied.

### Snooker
Mit dem BC Schwarz-Blau Horst-Emscher spielt Filler seit der Saison 2015/16 in der 1. Snooker-Bundesliga.

## Erfolge

### Einzel
- 8-Ball-Schülereuropameister: 2012, 2013
- 10-Ball-Schülereuropameister: 2012
- 14/1-endlos-Schülereuropameister: 2013
- 14/1-endlos-Junioreneuropameister: 2014
- 10-Ball-Junioreneuropameister: 2014
- Deutscher 14/1-endlos-Meister: 2015
- Deutscher 8-Ball-Meister: 2015
- Deutscher 10-Ball-Meister: 2015
- Deurne City Classic – 10-Ball: 2016
- Deutscher 9-Ball-Meister: 2016
- China Open: 2017
- U23-8-Ball-Europameister: 2017
- U23-9-Ball-Europameister: 2017
- Interpool Open: 2018
- Rasson 10-Ball Masters: 2018
- 10-Ball-Europameister: 2018
- 9-Ball-Weltmeister: 2018
- Finalturnier der World Pool Series: 2018
- Leende Open: 2019
- US Open: 2019
- 10-Ball-Vizeweltmeister: 2019
- 9-Ball Knight Shot Open Dubai 2024
- Bigfoot 10-Ball Challenge Derby CityClassic 2024
- 9-Ball Derby City Classic 2024
- 9-Ball-Banks Derby City Classic 2024
- Master of the Table 2024 Derby City Classic
- 8-Ball Weltmeister: 2024 WPA Men World 8-Ball Championship, Neuseeland
- 9-Ball WPA China Open 2024

#### Mosconi Cup Teilnahmen und Erfolge
- Mosconi Cup 2017 (MVP)
- Mosconi Cup 2019
- Mosconi Cup 2020
- Mosconi Cup 2022[51] (MVP)
- Mosconi Cup 2023 (MVP)

### Mannschaft
- Schülereuropameister: 2011
- Junioreneuropameister: 2014
- Deutscher Meister: 2015, 2019
- Europameister: 2016

## Privates
Er ist verheiratet mit der Pool-Billard-Spielerin Pia Filler.